# Stroke (Zeitschrift)
Stroke: A Journal of Cerebral Circulation ist eine wissenschaftliche Fachzeitschrift, die vom Lippincott Williams & Wilkins-Verlag im Auftrag der American Heart Association und der American Stroke Association veröffentlicht wird. Die Zeitschrift erscheint derzeit zwölfmal im Jahr. Es werden Arbeiten veröffentlicht, die sich mit den verschiedenen Aspekten und Störungen der Durchblutung des Gehirns beschäftigen.
Der Impact Factor lag im Jahr 2014 bei 5,723. Nach der Statistik des ISI Web of Knowledge wird das Journal mit diesem Impact Factor in der Kategorie klinische Neurologie an 13. Stelle von 192 Zeitschriften und in der Kategorie periphere Gefäßerkrankungen an fünfter Stelle von 60 Zeitschriften geführt.